# Ponte do Pocinho
A Ponte Rodo-Ferroviária do Pocinho, também conhecida por Ponte do Pocinho, é uma infraestrutura rodo-ferroviária da Linha do Sabor, que cruza o Rio Douro no Concelho de Vila Nova de Foz Côa, em Portugal; encontra-se encerrada ao serviço, para ambos os tipos de tráfego.

## Descrição
A ponte localiza-se junto à estação do Pocinho, no início da Linha do Sabor.
Apresenta dois tabuleiros sobrepostos: o superior tem aproximadamente 262 m de comprimento e 8  m de largura, e transportava uma via férrea em bitola métrica, enquanto que o inferior era para uso rodoviário. Os tabuleiros assentam sobre sobre quatro pilares de pedra, formando três vãos de 54 m no centro e dois de 45 m na periferia.
O contrato de Fevereiro de 1902 estabelecia que a ponte do Pocinho deveria ser metálica, com pilares de alvenaria, e transportar a Estrada Real 9 e o Caminho de Ferro do Pocinho a Miranda. O pavimento superior deveria ter uma quota superior a cinco metros em relação ao nível dos carris na Estação do Pocinho, tendo as vias entre a ponte e a estação um raio de curva não inferior a duzentos metros. O ponto mais fundo do rio teria de ficar ao nível do centro de um dos vãos, não podendo este ser superior a cinquenta metros, e o banzo superior das vigas deveria ser construído de forma a ficar com uma altura superior a dois metros sobre o nível máximo das cheias.

## História

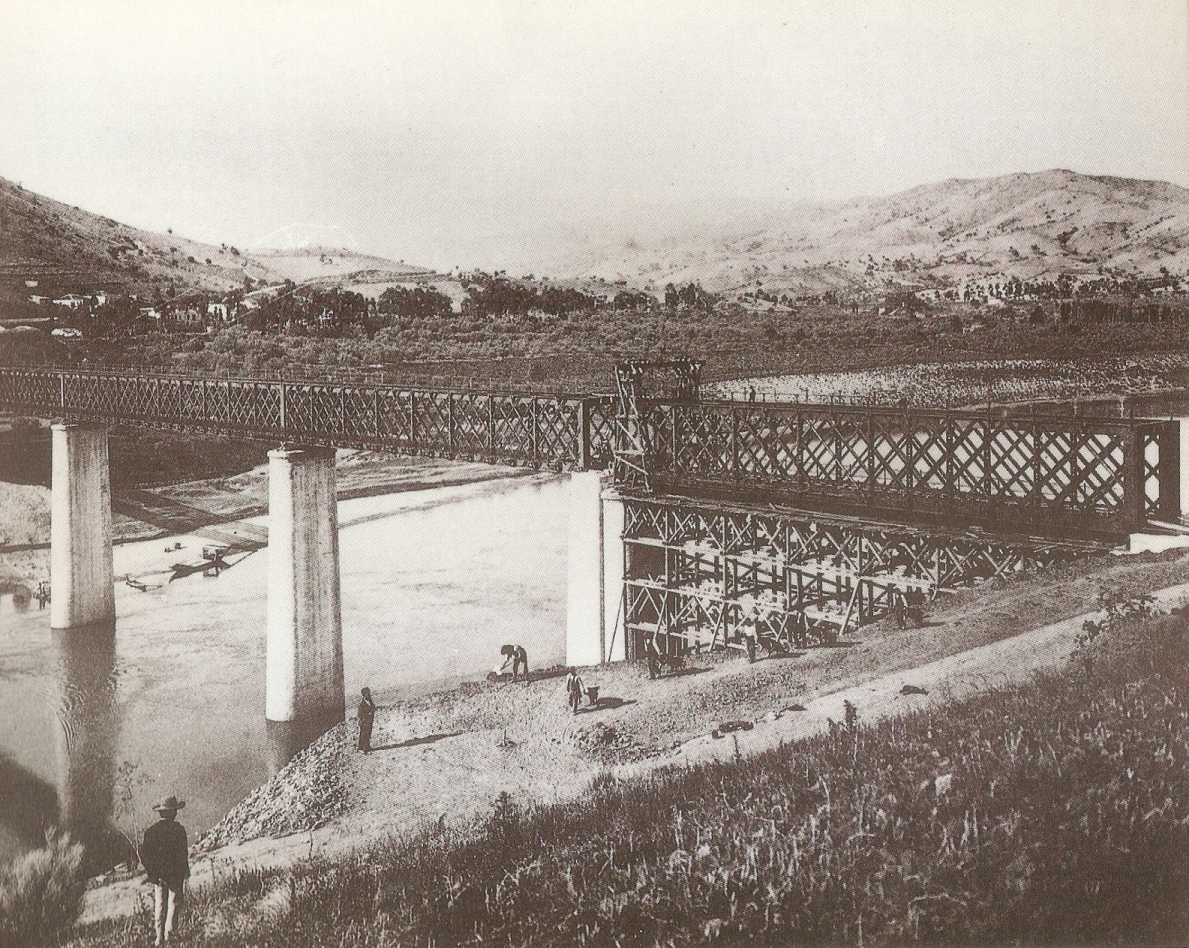
Obras de construção da Ponte.

### Planeamento, construção e inauguração
A construção de uma ponte neste local, com dois tabuleiros sobrepostos, foi prevista pelo Plano da Rêde Complementar ao Norte do Mondego, datado de 15 de Fevereiro de 1900; no entanto, o primeiro concurso, realizado em 30 de Julho de 1901, não teve quaisquer resultados. Assim, em 5 de Dezembro de 1901, foi publicado um decreto, estabelecendo as bases para um novo concurso e respectivo caderno de encargos, que foi apresentado pelo conselho de administração da companhia dos Caminhos de Ferro do Estado no dia 27 de Dezembro, e aprovado pelo estado português em 7 de Fevereiro do ano seguinte; além da ponte em si, o concurso também abrangia a construção de uma ligação ferroviária à Estação do Pocinho, e de avenidas de acesso à Estrada Real 9.
No entanto, este concurso, terminado no dia 30 de Maio, também não obteve resultados, pelo que o estado autorizou, em 1 de Dezembro, a Administração dos Caminhos de Ferro do Estado a celebrar um contrato com a Empresa Industrial Portugueza para a construção da ponte. Assim, em 25 de Maio de 1903, foi apresentado por Estevão Torres, engenheiro chefe dos armazéns gerais, o projecto para a ponte, apresentando um tabuleiro superior já preparado para uma futura transformação em bitola ibérica. No entanto, e apesar deste projecto ter sido aprovado pelo Conselho Superior de Obras Públicas e Minas, vários problemas no planeamento da Linha, nomeadamente na secção de via larga entre o Pocinho e Carviçais, atrasaram este processo, pelo que, em 1 de Agosto do mesmo ano, o estado voltou a intimar a operadora ferroviária para a consignação de um contrato para a construção da ponte, e determinou que as obras deviam iniciar-se imediatamente. Em Setembro, o contrato já tinha sido celebrado, tendo as obras de construção principiado em Novembro de 1903; o estado determinou, num decreto de 11 de Novembro, que o tabuleiro superior devia ser reforçado, devido ao facto de se prever que aquele troço da Linha do Sabor seria utilizado para transportar mercadorias de pesos consideráveis, como minérios e mármores.
Foi inaugurada em 4 de Julho de 1909. Neste período, a ligação rodoviária que passava no tabuleiro inferior era a Estrada Real n.º 9.
O troço entre o Pocinho e Carviçais da Linha do Sabor, aonde esta infra-estrutura se integrava, abriu à exploração a 17 de Setembro de 1911.

### Declínio e encerramento

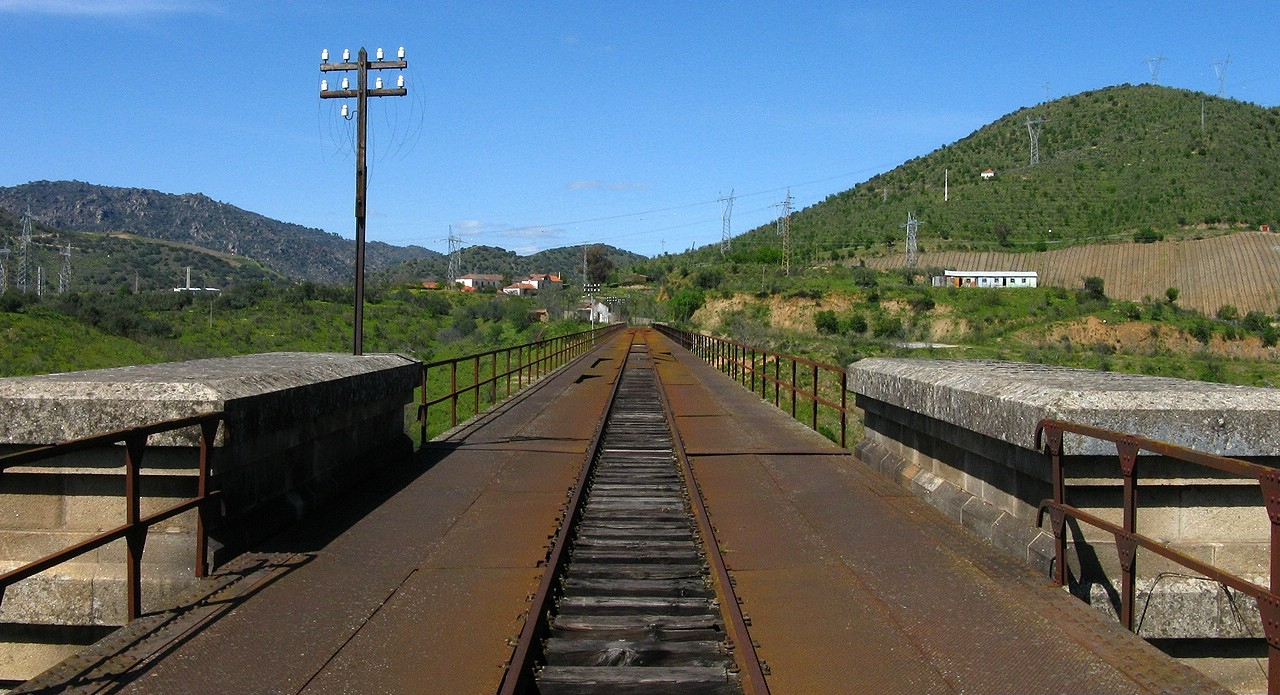
Tabuleiro superior, com a antiga via da Linha do Sabor.

A Linha do Sabor encerrou à exploração em 1 de Agosto de 1988.
Em 2009, as autarquias de Torre de Moncorvo e Vila Nova de Foz Côa solicitaram ao Ministério da Cultura que esta ponte fosse classificada como património, devido à sua importância como parte da Ecopista do Sabor.

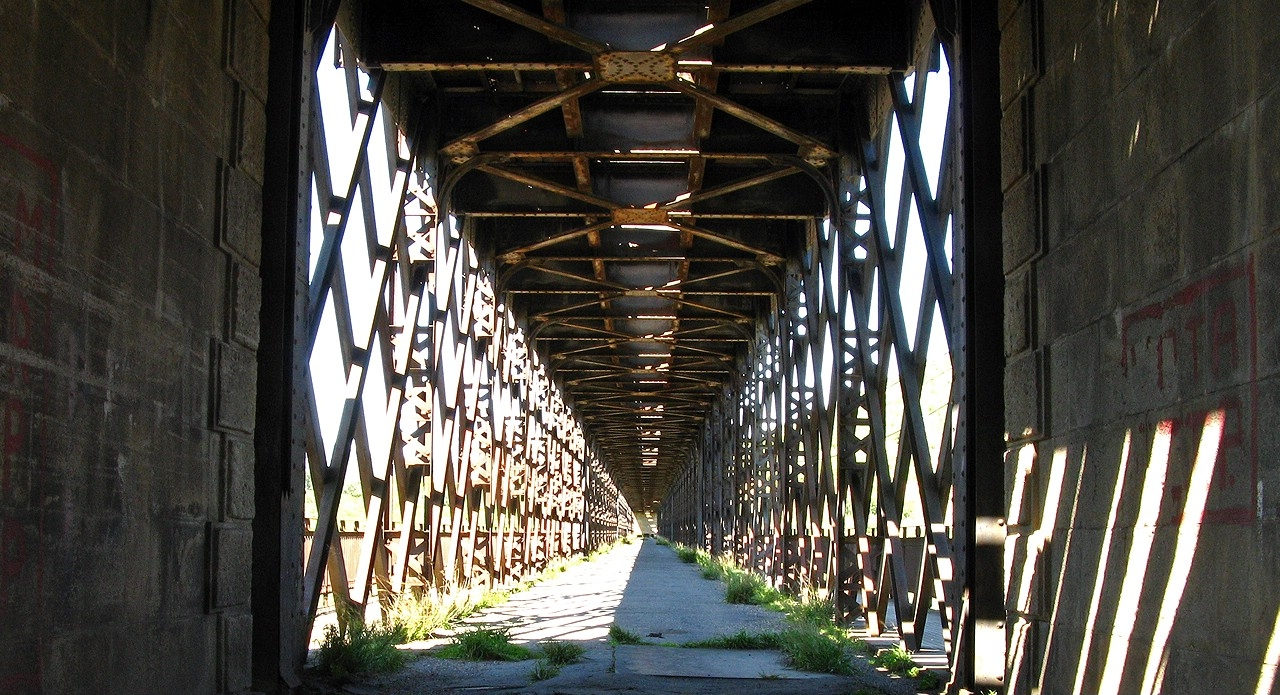
Tabuleiro inferior da ponte, para uso rodoviário.